# Nino Pungaršek
Nino Pungaršek (sinh 1 tháng 11 năm 1995) là một cầu thủ bóng đá Slovenia, thi đấu cho Celje.